# الاتفاق السياسي العسكري بين البرازيل والولايات المتحدة

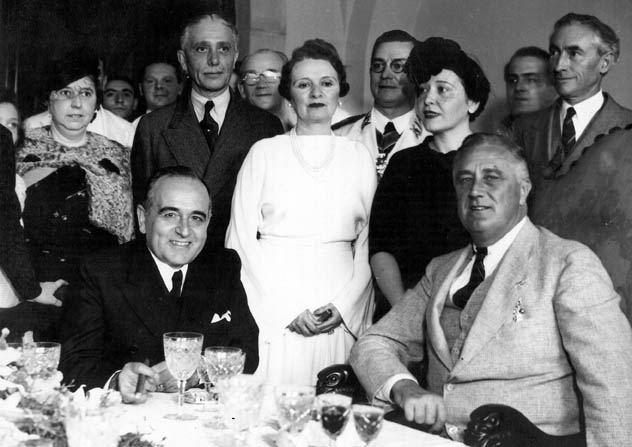
جيتوليو فارجاس (جالس على اليسار) وفرانكلين ديلانو روزفلت (جالس على اليمين) ، ريو دي جانيرو ، 1936.

الاتفاق السياسي العسكري بين البرازيل والولايات المتحدة دخلت حيز التنفيذ في 23 مايو 1942، وكانت مقدمة لدخول البرازيل رسميًا في الحرب العالمية الثانية. تم تنفيذه من قبل اللجنة العسكرية المشتركة بين البرازيل والولايات المتحدة. كانت نتيجة لسلسلة من المشاورات في ريو دي جانيرو منذ عام 1941، والتي تم خلالها اتخاذ عدد من القرارات السياسية والتجارية المختلفة. قد يشير مصطلح «اتفاقيات واشنطن» إلى هذه المفاوضات السابقة أيضًا.
تضمنت نتائج الاتفاقية طفرة المطاط الثانية في البرازيل.